# فرودگاه شهری انتاریو

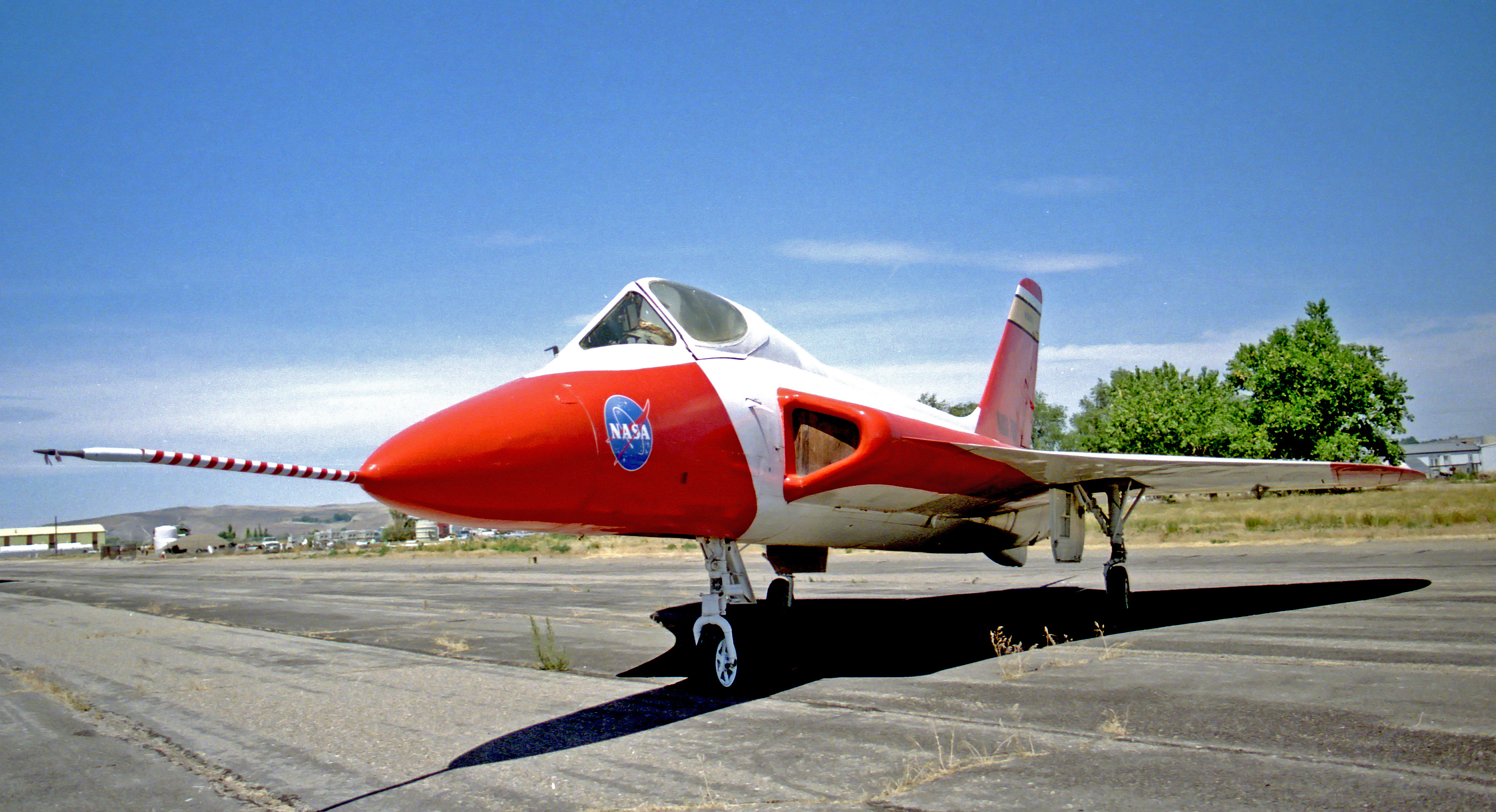
فرودگاه شهری انتاریو

فرودگاه شهری انتاریو (به انگلیسی: Ontario Municipal Airport) یک فرودگاه همگانی با کد یاتا ONO است که یک باند فرود آسفالت دارد و طول باند آن ۱۳۱۳ متر است. این فرودگاه در کشور کانادا قرار دارد و در ارتفاع ۶۶۸٫۴ متری از سطح دریا واقع شده است.